# Rosalba strandiella
Rosalba strandiella là một loài bọ cánh cứng trong họ Cerambycidae.